# WeGo Star
WeGo Star ist ein Regionalverkehrsnetz, das Teil des öffentlichen Verkehrssystems in der Metropolregion Nashville, Tennessee, ist. Erklärtes Ziel ist es, eine effektive Verbindung zwischen der Stadt Nashville und ihren Vororten zu bieten und ebenfalls eine Alternative zum motorisierten Individualverkehr.

## Geschichte
Die Einführung des WeGo Star, ursprünglich als Music City Star bekannt, erfolgte mit dem Ziel, die Verkehrsbelastung in der schnell wachsenden Region Nashville zu mindern. Die Idee war, eine nachhaltigere und weniger verkehrsintensive Alternative zum traditionellen Pendelverkehr anzubieten. WeGo Star wird von regionalen Politikern gerne als Commuter-Rail-Startup bezeichnet, da die Einführung verhältnismäßig kostengünstig war.

## Streckenführung und Betrieb
Das WeGo Star-System bedient eine Hauptstrecke, die Nashville mit mehreren umliegenden Gemeinden verbindet. Zu den wichtigen Haltestellen zählen Donelson, Hermitage, Mt. Juliet und Lebanon. Der Betrieb des Dienstes liegt in der Verantwortung der Regional Transportation Authority of Middle Tennessee (RTA), die für die Koordination des Nahverkehrs in der Region zuständig ist.

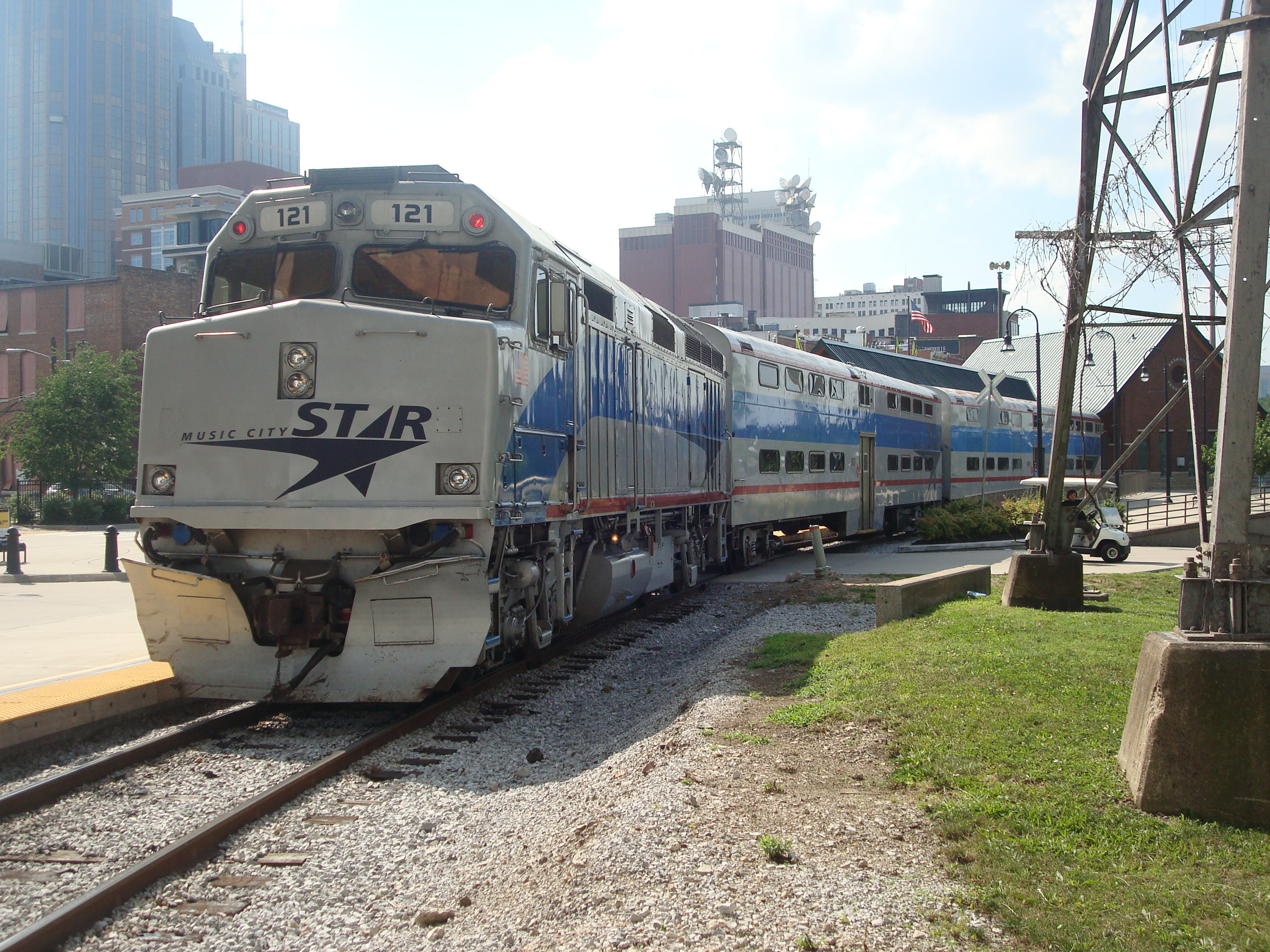
Ein Zug der WeGo Star Eisenbahngesellschaft in Nashville, noch in der alten Lackierung

## Fahrzeuge und Ausstattung
Die Lokomotivflotte besteht aus ehemaligen Amtrak-Lokomotiven des Typs F40PH, während es sich bei den Waggons um ehemalige Metra-Waggons des Gallery Coach-Typs handelt. Alle Wagen verfügen über eine Klimaanlage.

## Nutzung
Seit der Inbetriebnahme hat der WeGo Star eine steigende Anzahl von Fahrgästen verzeichnet. Der Dienst trägt zur Verringerung des Straßenverkehrs bei und unterstützt die lokale Wirtschaft, indem er den Zugang zu Arbeitsplätzen und Freizeitmöglichkeiten verbessert. Allerdings blieben die Fahrgastzahlen weit hinter den Erwartungen zurück.

## Zukunft und Entwicklung
Die RTA erwägt eine Erweiterung des WeGo Star, um die steigende Nachfrage zu bewältigen und das öffentliche Verkehrssystem im Großraum Nashville weiter zu stärken. Geplante Maßnahmen umfassen eine mögliche Erweiterung der Strecke, eine Erhöhung der Zugfrequenzen und eine bessere Integration mit anderen Verkehrsträgern, wie zum Beispiel mit den örtlichen Bussen.